# Cintia Rodríguez Rodríguez
Cintia Rodríguez Rodríguez (Inca, 16 de novembre de 1994) és una gimnasta mallorquina. És membre de la Selecció Espanyola de Gimnàstica Artística i ha participat en dues edicions dels campionats del món, una de les europees i, amb la selecció nacional júnior, al Gran Premi Città di Jesolo. Actualment forma part del club Xelska, de Mallorca, i estudia criminologia a la UNED.
El 2010 va participar en la Copa del Món de Rotterdam amb la Selecció Espanyola, que va acabar en la 18a posició, a 5,6 punts del guanyador, la Selecció Russa. El 2011 va guanyar el campionat d'Espanya, tant en la modalitat individual com per equips amb el seu club, el Xelska. Després participà en la Copa del Món a Cottbus. El 2012 participà en els campionats de la Federació Espanyola i de les Illes Balears; també participa en la Bundesliga alemanya de gimnàstica. El 2013 participà en la Sèrie A1 italiana, cedida a l'equip Forza e Virtù 1892; guanyà els campionats d'Espanya absoluts per equips amb el Xelska; participa en la Bundesliga i, finalment, participà en la Copa del Món amb la Selecció Espanyola. Ocupà el lloc 48 en paral·lel, el 75 en la barra, el 26 en el cos lliure i el 44 en la competició general individual. El 2014 va tornar a participar en la Sèrie A1, cedida al Ginnastica Giglio. En la primera etapa només competí en barres (12.350) i biga (13.050). També participà en el Campionat d'Europa del 2014 a Sofia, on Espanya acabà en el 6è lloc en la final per equips. Al Campionat Nacional d'Espanya va guanyar el tercer lloc, amb un total de 53.017 punts, per darrere de Roxana Popa i Paula Vargas.